# Flag football
Le flag football ou flag est un sport dérivé du football canadien et du football américain où les plaquages sont remplacés par l'arrachage de bandes de tissus (dit flag) accrochées à la ceinture des joueurs. Il existe plusieurs versions de ce sport, selon le type de surface de jeu (en salle, plage, pelouse), l'autorisation ou non des contacts et le nombre de joueurs. Ce sport est pratiqué tant par les garçons que par les filles et les équipes peuvent être mixtes.
La variante la plus répandue est le 5 on 5 non-contact. Comme son nom l'indique, les contacts y sont interdits, ce qui apporte une dimension plus technique et stratégique au football américain.

## Équipement

### Au Canada
Selon l'Association Canadienne de Flag Football, le flag-football est un sport se pratiquant sans trop d'équipement. Le protecteur buccal et la ceinture de flags sont les deux éléments essentiels à la tenue d'un joueur de ce sport. Les flags peuvent être attachés à la ceinture par des velcros ou des pinces. Le port des bijoux, des lunettes soleil et des casquettes/chapeaux est proscrit. Le joueur se doit de porter la tenue vestimentaire à l'effigie de son équipe afin de ne pas semer la confusion sur le terrain. Les flags ne doivent pas être cachés par les vêtements et bien positionnés sur les hanches. Finalement, les chaussures que portent les joueurs doivent convenir au type de terrain (gazon naturel ou synthétique) en possédant les crampons appropriés.

### En France
D'après le règlement FFFA (traduction directe des règles IFAF) pour le flag 5 contre 5, les flags portés par les joueurs doivent être munis de douilles de type « pop ». La dimension des flags est de 5 cm par 38 cm, et leur couleur doit être contrastée avec celle du pantalon des joueurs. Le port d'un protège-dents, de couleur visible, est conseillé mais non obligatoire. Les crampons vissés sont interdits et il est vivement conseillé de ne pas porter de poches sur le pantalon.

### En Suisse
D'après le règlement de la SAF (Swiss American football), pour le flag 5 contre 5, les flags et la ceinture portés par les joueurs doivent être officiels et être d'une couleur différente de celle de leur short pour être bien visibles. Le port d'un protège-dent est obligatoire pour les personnes âgées de moins de 16 ans et conseillé pour les autres. Les crampons vissés sont interdits ainsi que les lunettes de soleil (sauf prescription du médecin)

## Règles et principes

### 5 contre 5 sans contact

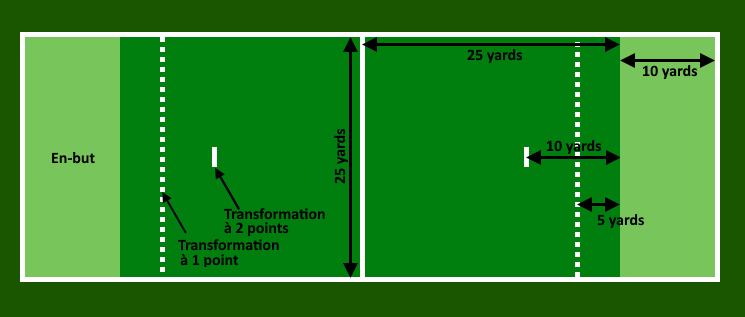
Terrain de flag football à 5 contre 5 selon les règles IFAF. Les lignes extérieures ne font pas partie du terrain.

D'après les règles de l'IFAF,, deux équipes de cinq joueurs s'affrontent sur un terrain large de 25 yards et long de 70 yards (environ 22,86 sur 64 mètres).
Comme au football américain ou canadien, le but de chaque équipe est de porter le ballon dans l'en-but adverse, qui est une zone profonde de 10 yards (9,15 mètres) située en fond de terrain.
L'équipe à l'attaque engage sur sa ligne des cinq yards (devant de sa zone d'en-but) et dispose de quatre tentatives (downs) pour franchir le milieu du terrain. Le gain de terrain est assuré par un jeu de passe, un jeu de course ou à la suite d'une pénalité sifflée contre l'équipe en défense. Une fois le milieu du terrain franchi, quatre nouvelles tentatives sont accordées pour atteindre la zone d'en-but adverse et inscrire un touchdown. Si l'équipe à l'attaque échoue, la possession de balle va à l'équipe adverse qui recommence le processus depuis sa ligne des cinq yards. Le contact étant prohibé, la défense peut uniquement arrêter le jeu en empêchant la réussite d'une passe (en tapant la balle ou en interceptant) ou en retirant un flag du porteur de balle (déflagage). Le jeu au pied est interdit, tout comme une tentative jugée déloyale d'empêcher le déflagage (raffut, saut, plongeon).
En cas d'interception par la défense, il est possible de tenter de remonter le terrain adverse pour marquer un touchdown. Si le joueur en possession du ballon sort des limites, commet une faute ou se fait déflaguer, le jeu reprend par une 1re tentative au point signalé par les arbitres.
Le temps de jeu est de deux mi-temps de vingt minutes, généralement en temps continu. L'horloge de jeu peut être arrêtée à la discrétion des arbitres, notamment en cas de ballon mort au cours des deux minutes avant la fin de période.
Un touchdown rapporte six points, un safety en rapporte deux à l'équipe en défense. Il est possible de marquer des points supplémentaires sur un jeu de transformation afin de bonifier un touchdown : un point si la mise en jeu est effectuée sur la ligne des cinq yards depuis l'en-but adverse, deux points si elle est effectuée sur la ligne des dix yards.

## Arbitrage
Les matchs sont généralement dirigés par trois arbitres ayant chacun leurs spécificités :
- Arbitre principal (AP) :  Il se place à l'arrière du champ offensif. Il a le contrôle général de la partie, est la seule autorité responsable des scores et ses décisions concernant les règles ou d'autres situations relatives au jeu étant définitives. L'AP inspecte l'ensemble du jeu et rapporte les irrégularités à l'organisateur, aux entraineurs et aux autres arbitres. En cours de match, il déclare la balle prête à jouer, gère le chronomètre, vérifie le décompte des 25 secondes, tient le décompte des temps morts, accorde une nouvelle série de tenus et fait appliquer les pénalités. Il a également la responsabilité de la surveillance du quarterback.
- Juge de ligne (JL) : Sa position initiale se situe sur la ligne de mêlée. Il est responsable de la gestion de l'indicateur des tenus, du décompte des joueurs en attaque et surveille la ligne de mêlée et sa ligne de touche. Lorsque la balle franchit la ligne de mêlée de son côté, il surveille les actions autour du ballon et par la suite indique à l'arbitre principal l'avance extrême du ballon.
- Juge de champ (JC) : Sa position initiale se situe à 7 yards de la ligne de mêlée, sur la ligne de touche opposée à l'arbitre de ligne. Lors d’un arbitrage à 3, le juge de champ est responsable de la gestion du temps de jeu et il supervise l'opérateur de l'horloge. Il est également responsable du décompte du nombre de joueurs en défense et de sa ligne de touche. Lorsque la balle franchit la ligne de mêlée de son côté, il surveille les actions autour du ballon et par la suite indique à l'arbitre principal l'avance extrême du ballon.

## Compétitions
Ce sport se pratique par les garçons et les filles (les équipes peuvent être mixtes) et donne lieu à des compétitions nationales et internationales sur le continent américain et en Europe. Le championnat de France de flag se tient ainsi depuis 1989 et la France a notamment été championne d'Europe, à 5 contre 5, après ses succès en 2005 et de nouveau en 2007 chez les garçons. Chez les filles, la France est championne d'Europe en 2007 devant la Finlande, alors que les Françaises étaient vice-championnes d'Europe en 2005 derrière les mêmes finlandaises. De plus, les équipes de France masculine et féminine sont devenues championne du monde la même année en 2006, doublé rare à signaler (seuls les États-Unis l'ont fait en 2018 et 2021).
De 2000 à 2009, l'International Flag Football Federation (IFFF) a organisé annuellement une coupe du monde de flag. Elle s'est toujours disputée sur le continent américain. Les États-Unis sont champions chez les garçons en 2000, 2001, 2002, 2003 et 2005. Le Canada enlève le titre masculin en 2004. Chez les filles, les États-Unis attendent 2004 pour remporter leur unique titre mondial car les Mexicaines remportent les titres 2000, 2001, 2002, 2003 et 2005. L'IFFF étant désormais dissoute, cette compétition n'existe plus.
Une autre coupe du monde a été organisée depuis 2000 sous l'égide de la NFL. Cette compétition n'existe plus aujourd'hui.
Le championnat du monde, compétition internationale de référence, est organisé par l'IFAF tous les deux ans depuis 2002 pour les équipes masculines et féminines. Les tenants du titre sont les États-Unis pour les équipes masculines et féminines après leurs victoires respectives en 2018 au Panama.
En alternance avec les championnats du monde ont lieu les championnats continentaux comme le Championnat d'Europe de Flag Football (en).
La discipline fait son apparition au programme des Jeux mondiaux 2022 disputés à Birmingham en Alabama et sera discipline olympique lors des Jeux olympiques d'été 2028 disputés à Los Angeles.

### En France
En France, deux compétitions majeures de flag à 5 contre 5 coexistent, toutes deux organisées par la FFFA. La pratique se développe fortement durant les années 2010, sous l'impulsion de la Fédération. De nombreux tournois amicaux sont également organisés durant la saison, afin de pouvoir pratiquer en dehors des dates de compétitions officielles.

#### Coupe de France
La Coupe de France de flag est une compétition non-mixte créée en 2014, généralement disputée de septembre à décembre. Les clubs sont répartis en zones géographiques, et s'affrontent en round-robin dans chaque zone au cours de deux journées de classement. À l'issue de ces journées, des finales de conférences sont organisées pour le tableau masculin, opposant les deux meilleures équipes de chaque zone. La finale masculine regroupe, en 2022, 10 équipes, tandis que la finale féminine en regroupe 6.
En raison de la relative rareté des joueuses de flag en France, il est fréquent que des ententes entre équipes voisines géographiquement se forment pour cette compétition.
| Année | Compétition masculine                           | Compétition masculine                           | Compétition féminine                            | Compétition féminine                            | Lieu de la finale                               |
| ----- | ----------------------------------------------- | ----------------------------------------------- | ----------------------------------------------- | ----------------------------------------------- | ----------------------------------------------- |
| Année | Équipe                                          | Ville                                           | Équipe                                          | Ville                                           | Lieu de la finale                               |
| 2014  | Sphinx (1)                                      | Pau                                             | Atalantes (Argonautes/Canonniers) (1)           | Aix-en-Provence/Toulon                          | Fontenay-sous-Bois                              |
| 2015  | Sphinx (2)                                      | Pau                                             | Team Ile-de-France (1)                          | Île-de-France                                   | Thonon les Bains                                |
| 2016  | Sphinx (3)                                      | Pau                                             | Redlips (Molosses/Juggernautes) (1)             | Asnières-sur-Seine/Paris                        | Asnières-sur-Seine                              |
| 2017  | Sphinx (4)                                      | Pau                                             | Valkyries (Salamandres/Crazy Bees/Asgards) (1)  | Normandie (Le Havre/Barentin/Evreux)            | Mons-en-Baroeul                                 |
| 2018  | Sphinx (5)                                      | Pau                                             | Redlips (Molosses) (2)                          | Asnières-sur-Seine                              | Toulon                                          |
| 2019  | Sphinx (6)                                      | Pau                                             | Redlips (Molosses) (3)                          | Asnières-sur-Seine                              | Toulon / La Courneuve                           |
| 2020  | Annulation en raison de la pandémie de Covid-19 | Annulation en raison de la pandémie de Covid-19 | Annulation en raison de la pandémie de Covid-19 | Annulation en raison de la pandémie de Covid-19 | Annulation en raison de la pandémie de Covid-19 |
| 2021  | Molosses (1)                                    | Asnières-sur-Seine                              | Sélection de Normandie (1)                      | Normandie                                       | Lyon                                            |
| 2022  | Molosses (2)                                    | Asnières-sur-Seine                              | Redlips (Molosses) (4)                          | Asnières-sur-Seine                              | Saint-Paul-lès-Dax                              |
| 2023  | Sphinx (7)                                      | Pau                                             | Redlips (Molosses) (5)                          | Asnières-sur-Seine                              | Montpellier                                     |
| 2024  | Sphinx (8)                                      | Pau                                             | Redlips (Molosses) (6)                          | Asnières-sur-Seine                              | Montpellier                                     |

#### Championnat de France mixte (D1 «Flag 16» et D2)
Les championnats mixtes de Flag se déroulent en deux phases.
La première phase est régionale. Chaque région organise sa phase régionale ou interrégionale avec un nombre d'équipe variable, afin de pouvoir désigner un champion régional.
La deuxième phase est une phase finale nationale (depuis 2019 seulement pour la D2), qui comporte deux niveaux nationaux, la D1 "Flag 16", et la D2. Chaque niveau se compose d'un maximum de 16 équipes, dont la provenance géographiquement est effectuée en fonction du nombre d'équipes inscrites par région lors de la première phase.
Les phases finales du Flag 16 et de D2 se jouent sous un format obligatoirement mixte (présence systématique de trois joueurs d'un sexe et de deux joueurs de l'autre sur le terrain pour le Flag 16), alors que les phases régionales peuvent voir la participation d'équipes non-mixtes.
Pour chaque niveau, un ou plusieurs tours préliminaires (finale de conférence) peuvent être organisés avant la finale nationale.
Les Molosses d'Asnières sur Seine et les Pygargues de Troyes, sont les deux équipes les plus titrées (trois titres chacune).
| Année | Équipe                                          | Ville                                           | Lieu de la finale                               |
| ----- | ----------------------------------------------- | ----------------------------------------------- | ----------------------------------------------- |
| 2004  | Pygargues (1)                                   | Troyes                                          |                                                 |
| 2005  | Pygargues (2)                                   | Troyes                                          |                                                 |
| 2006  | Pygargues (3)                                   | Troyes                                          |                                                 |
| 2007  | Giants (1)                                      | Saint-Étienne                                   | Orléans                                         |
| 2008  | Giants (2)                                      | Saint-Étienne                                   | Saint-Étienne                                   |
| 2009  | Spartiates (1)                                  | Amiens                                          | Thonon-les-bains                                |
| 2010  | Molosses (1)                                    | Asnières-sur-Seine                              |                                                 |
| 2011  | Spartiates (2)                                  | Amiens                                          |                                                 |
| 2012  | Molosses (2)                                    | Asnières-sur-Seine                              | Les Mureaux                                     |
| 2013  | Taureaux (1)                                    | Ronchin                                         | Grenoble                                        |
| 2014  | Bulldogs (1)                                    | Saint-Cergues                                   | Toulon                                          |
| 2015  | Molosses (3)                                    | Asnières-sur-Seine                              | Pau                                             |
| 2016  | Sphinx (1)                                      | Pau                                             | Asnières sur Seine                              |
| 2017  | Bulldogs (2)                                    | Saint-Cergues                                   | Saint-Cergues                                   |
| 2018  | Sphinx (2)                                      | Pau                                             | Asnières sur Seine                              |
| 2019  | Canonniers (1)                                  | Toulon                                          | Grenoble                                        |
| 2020  | Annulation en raison de la pandémie de Covid-19 | Annulation en raison de la pandémie de Covid-19 | Annulation en raison de la pandémie de Covid-19 |
| 2021  | Annulation en raison de la pandémie de Covid-19 | Annulation en raison de la pandémie de Covid-19 | Annulation en raison de la pandémie de Covid-19 |
| 2022  | Centaures (1)                                   | Grenoble                                        | Poitiers                                        |
| 2023  | Blue Stars (1)                                  | Marseille                                       | Montpellier                                     |
| 2024  | Molosses (4)                                    | Asnières-sur-Seine                              | Nîmes                                           |
| 2025  | Centaures (2)                                   | Grenoble                                        | Montpellier                                     |

| Année                  | Équipe                                          | Ville                                           | Lieu de la finale                               |
| ---------------------- | ----------------------------------------------- | ----------------------------------------------- | ----------------------------------------------- |
| 2017 (Nord) 2017 (Sud) | Corsaires Falcons                               | Évry Bron/Villeurbanne                          |                                                 |
| 2018 (Nord) 2018 (Sud) | Dockers Aixo7                                   | Nantes Aix-en-Provence                          |                                                 |
| 2019                   | Taureaux                                        | Ronchin                                         | Ronchin                                         |
| 2020                   | Annulation en raison de la pandémie de Covid-19 | Annulation en raison de la pandémie de Covid-19 | Annulation en raison de la pandémie de Covid-19 |
| 2021                   | Annulation en raison de la pandémie de Covid-19 | Annulation en raison de la pandémie de Covid-19 | Annulation en raison de la pandémie de Covid-19 |
| 2022                   | Flagmingos                                      | Balma                                           | Poitiers                                        |
| 2023                   | Salamandres                                     | Le Havre                                        | Poitiers                                        |
| 2024                   | Diables Rouges                                  | Villepinte                                      | Nîmes                                           |
| 2025                   | Blue Stars                                      | Marseille                                       | Montpellier                                     |